# Alliance (Nebraska)
Alliance es una ciudad ubicada en el condado de Box Butte en el estado estadounidense de Nebraska. En el Censo de 2010 tenía una población de 8491 habs. y una densidad poblacional de 694 hab/km².

## Geografía

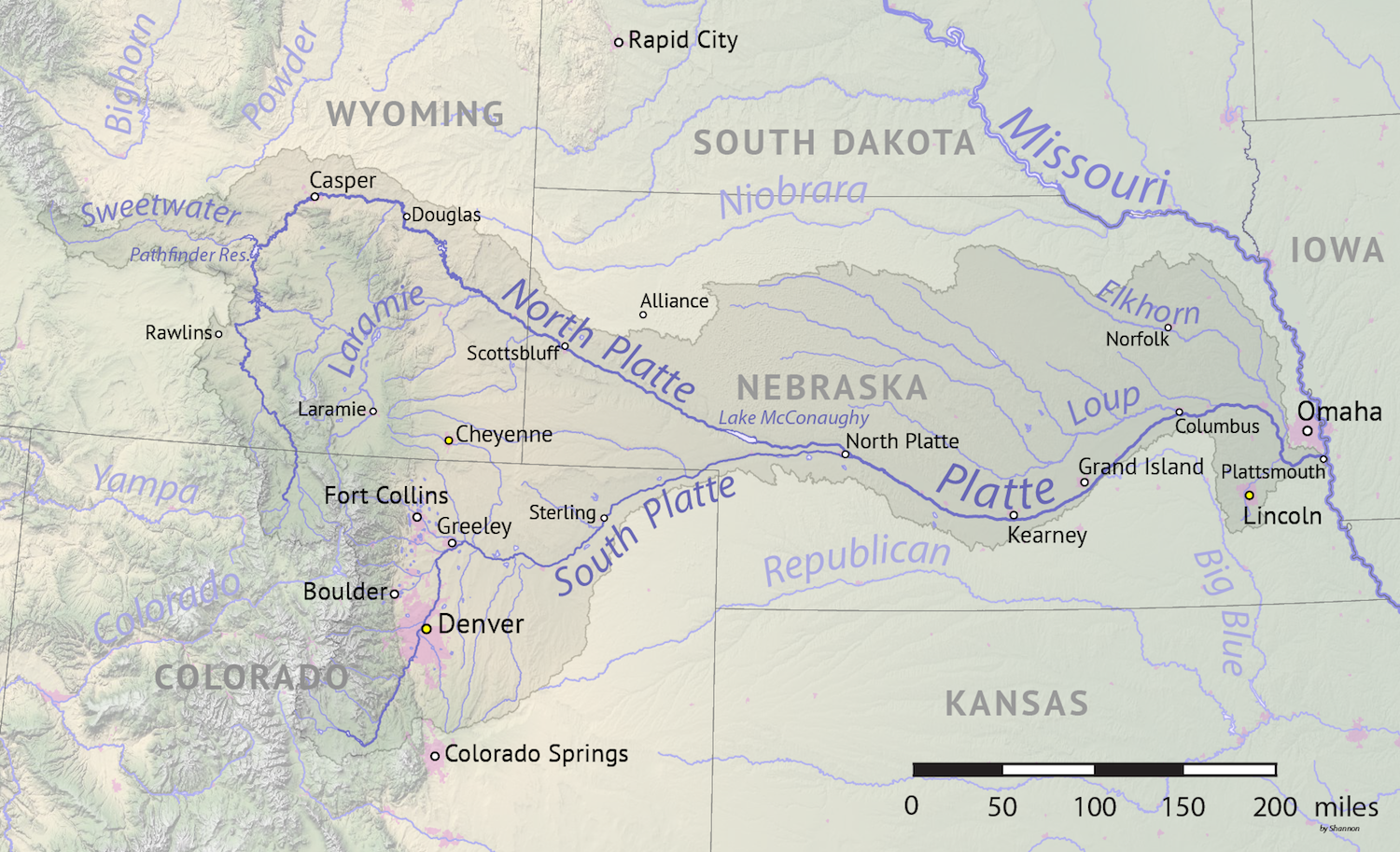
Mapa del río Platte en el que aparece —en el centro— Alliance

Alliance se encuentra ubicada en las coordenadas 42°6′2″N 102°52′32″O / 42.10056, -102.87556, al oeste del estado, algunos kilómetros al norte del río Platte Norte, cabecera del Platte, afluente del Misisipi. Según la Oficina del Censo de los Estados Unidos, Alliance tiene una superficie total de 12.24 km², de la cual 12.21 km² corresponden a tierra firme y (0.25%) 0.03 km² es agua.

## Demografía
Según el censo de 2010, había 8.491 personas residiendo en Alliance. La densidad de población era de 693,55 hab./km². De los 8.491 habitantes, Alliance estaba compuesto por el 87.49% blancos, el 0.53% eran afroamericanos, el 4.59% eran amerindios, el 0.32% eran asiáticos, el 0.02% eran isleños del Pacífico, el 4.18% eran de otras razas y el 2.86% pertenecían a dos o más razas. Del total de la población el 12.34% eran hispanos o latinos de cualquier raza.